# 古河倍造
古河 倍造（ふるかわ ばいぞう、 1872年11月〈明治5年10月〉 - 没年不詳）は、日本の実業家。東洋燐寸専務取締役、大同燐寸専務取締役のほか、帝國燐寸製造、青島燐寸、日東燐寸（現・日東社）、燧生火柴有限公司の各取締役を務めた。

## 人物・経歴
1872年11月（明治5年10月）、古河宗七の長男として福井県に生まれる。
東京へ出て、築地の立教学校（現・立教大学）で学ぶ。
瀧川辨三（日本のマッチ王、滝川中学校・高等学校創設者）が興した東洋燐寸株式会社の専務取締役や大同燐寸の専務取締役、常務取締役を歴任した。

東洋燐寸は、大正期に日本一の年商を誇った総合商社である鈴木商店傘下の帝国燐寸を吸収して、1917年（大正6年）1月に、瀧川辨三が経営する滝川燐寸株式会社が設立した会社で、当時東洋最大のマッチ製造会社といわれ、良燧社系のマッチのラベルを引き継ぎ運営された。
そのほか、帝國燐寸製造、青島燐寸、日東燐寸（現・日東社）、燧生火柴有限公司の各取締役を務めた。

## 主な著作
- 『子供の科学 第12巻第6号』マツチの出来るまで 誠文堂新光社,1930年12月
- 『端渓硯集説』昇軒硯社,1933年

## 親族
- 妻：アヤ - 明治15年2月生、中橋和一（三井銀行参事）の妹
- 女：レイ - 明治36年7月生、京都府,菱田貞三郞の妻
- 女：清子 - 明治42年9月生
- 男：俊造 - 大正7年6月生